# Campania din Caucaz (Primul Război Mondial)
Campania din Caucaz este reprezentată de totalitatea acțiunilor militare dintre Imperiul Otoman și Imperiul Rus, la care s-au adăugat mai apoi cele dintre otomani și Azerbaidjan, Armenia, Dictatura Centrocaspică și Regatul Unit ca parte a Primului Război Mondial. Această campanie militară s-a extins din Caucaz până în Asia Mică răsăriteană, acțiuni militare fiind înregistrate în orașe precum Trabzon, Bitlis, Muș și Van. Acțiunile terestre au fost acompaniate de confruntările dintre flotele Imperiului Rus și Imperiului Otoman din Marea Neagră.
În data de 23 februarie 1917, acțiunile rușilor au fost oprite datorită Revoluției Ruse. Armata rusă a Caucazului s-a dezintegrat, fiind înlocuită de forțele militare a nou formatului stat Armenia, compusă în general din unitățile de voluntari și milițiile armenești. În regiune au activat în 1918 forțele unor state efemere – Dictatura Centrocaspică și Republica Armeniei Montane, precum și o forță aliată numită „Dunsterforce”, compusă din militarii trupelor de elită de pe fronturile de vest și mesopotamian. Imperiul Otoman și Imperiul German au avut un conflict scurt la Batumi, odată cu sosirea corpului expediționar german, a cărui prim obiectiv era asigurarea securității câmpurilor petroliere din regiune.
Luptele dintre Imperiul Otoman și Rusia bolșevică s-au încheiat din punct de vedere oficial pe 3 martie 1918, odată cu semnarea tratatului de la Brest-Litovsk. Pe 4 iunie 1918, otomanii au semnat tratatul de pace de la Batumi cu Armenia. Conflictul armat din Caucaz a continuat prin angajarea Imperiului Otoman în luptele cu Dictatura Centrocaspică, Republica Armeniei Montane și „Dunsterforce” britanice până la semnarea armistițiului de la Mudros de pe 30 octombrie 1918.

## Contextul general
Obiectivul principal al Imperiului Otoman era recuperarea teritoriilor pe care le pierduse în Platoul Armenesc. Aceste regiuni fuseseră cucerite de Imperiul Rus în timpul războiului din 1877-1878. Obiectivele strategice otomane vizau recucerirea orașelor Artvin, Ardahan, Kars și a portului Batumi. O victorie otomană în această regiune ar fi însemnat un ajutor important adus cauzei Puterilor Centrale de pe frontul polono-galițian, de unde rușii ar fi fost obligați să retragă forțe pentru sprijinirea teatrului de lupte caucazian. Germanii și-au dat seama de importanța practică a ofensivei otomane în Caucaz ca diversiune la acțiunile Puterilor Centrale pe frontul de răsărit și au sprijinit cu arme și muniții Armata a 3-a otomană, care urma să fie însărcinată cu efectuarea acestei operațiuni. Ministrul de război otoman, Enver Pașa, spera că un succes în campania din Caucaz, ajutată de rebeliunile popoarelor musulmane din regiune, avea să îi deschidă drumul spre Tbilisi. Obiectivul strategic german era tăierea accesului rușilor la rezervele de petrol din regiunea caspică .
Rusia considera Caucazul ca un front secundar al frontului de răsărit. Frontul de răsărit se bucura de atenția specială a rușilor, aici fiind mobilizate cele mai importante forțe militare și resurse materiale. După ce cuceriseră de la otomani fortăreața Kars în războiul din 1877-1878, rușii urmăreau apărarea tuturor câștigurilor teritoriale din regiune, în special a Karsului și portului Batumi. Ministrul de externe rus Serghei Sazonov a afirmat într-o întâlnire cu ambasadorii aliați că, după încheierea războiului, Imperiul Rus dorește să ocupe capitala otomană, Constantinopol, strâmtorile Bosfor și Dardanele, Marea Marmara, Tracia sudică și litoralului anatolian al Mării Negre dintre Bosfor, râul Sakarya și un punct care urma să fie determinat în viitor în apropierea Izmitului. Rușii urmăreau să înlocuiască populația musulmană din nordul Anatoliei și din Constantinopol cu populație creștină - coloniști cazaci.
Mișcarea de eliberare națională armeană milita pentru fondarea unui stat independent armean. Federația Revoluționară Armeană a reușit să-și atingă scopul – proclamarea primului stat modern independent armean – odată cu recunoașterea internațională a R.D. Armene în mai 1918. Încă din 1915 existau așa-numita Administrații a Armeniei Vestice, mai apoi redenumite drept Republica Armeniei Montane, în vreme ce Dictatura Centrocaspică a fost fondată cu participarea armenilor. Niciuna dintre aceste entități statale nu a avut o viață lungă.
Britanicii au colaborat cu trupele revoluționare rusești pentru împiedicarea obiectivului lui Enver Pașa – fondarea unei Transcaucazii independente. Enver Pașa avea ca obiectiv trecerea sub stăpânirea otomană a Anglo-Persian Oil Company, care deținea în acele timpuri dreptul exclusiv pentru exploatarea petrolului din Persia. În 1914, chiar înainte de izbucnirea războiului, guvernul britanic a contractat cu această companie livrarea unor cantități însemnate de păcură pentru marina militară..

## Forțele militare
Otomanii dispuneau în regiune de Armata a 3-a. În 1916, aceasta a fost întărită cu unități provenite din Armata a 2-a. Echiparea și organizarea forțelor otomane erau net inferioare în comparație cu cele ale aliaților. La începutul conflictului, forțele otomane au avut efective estimate între 100.000 și 190.000 de oameni, cea mai mare parte fiind prost echipați. 
Până la începerea războiului, Imperiul Rus avea în regiune Armata Caucazului, cu efective de 100.000 de soldați, plasată sub comanda nominală a guvernatorului Caucazului, Illarion Voronțov-Dașov. Comanda efectivă a acestor forțe se afla însă în mâinile șefului statului major al armatei, Nicolai Iudenici. În preajma declanșării campaniei din Caucaz, rușii s-au văzut obligați să redistribuie aproximativ 40.000 de soldați din Caucaz pe frontul din Europa, pentru ca să participe la apărarea pozițiilor de la Tannenberg și lacurile Mazuriene. Trupele rămase în Caucaz au fost plasate sub comanda generalilor de originea armeană Nazarbekov, Silikian și Pirumov. Armata rusă a Caucazului a dispărut practic după dezertările în masă ale soldaților odată cu izbucnirea Revoluției Ruse. În 1917, în momentul în care armata rusă a Caucazului s-a dezintegrat, existau în regiunea 110.000 – 120.000 de soldați de etnie armeană. Acestora li s-au adăugat alți soldați aliați, ajungându-se la efective de aproximativ 150.000 de soldați, care trebuiau să facă față trupelor otomane.
Autoritățile imperiale ruse organizaseră încă din 1914 înrolarea armenilor în unități de voluntari. Cum numeroși armeni supuși țarului fuseseră deja mobilizați pe frontul din răsăritul Europei, unitățile de voluntari au fost constituite din armeni care nu avuseseră obligațiunea să se prezinte la recrutare, sau care nu erau supuși ruși. Unitățile de voluntari armeni au fost inițial concepute să acționeze ca mari unități independente de comandamentul rus al Caucazului, fiind plasate sub comanda unor comandanți ruși de origine armeană, Andranik Ozanian, Drastamat Kanayan, Arshak Gafavian și Sargis Mehrabyan. La comanda acestei forțe s-a aflat și un armean supus otoman, Karekin Bastermadjian (Armen Karo). Efectivele inițiale ale unităților de voluntari armeni s-au ridicat la aproximativ 20.000 de oameni, dar de-a lungul conflictul numărul lor a sporit. La începutul anului 1916, Nicolai Iudenici s-a hotărât să încorporeze unitățile de voluntari armeni în armata rusă sau să le demobilizeze.
Mișcarea de eliberare națională armeană controla unitățile de fedaini. (Ֆէտայի). Acestea erau miliții populare organizate în jurul unor lideri militari locali faimoși, precum a fost Sebastatsi Murad (Սեբաստացի Մուրատ). Boghos Nubar, președintele Adunării Naționale Armene, declara în cadrul ședințelor Conferinței de Pace de la Paris că fedainii armeni au fost sprijinul de nădejde al unităților regulate armenești. Linia frontului de la Van până la Erzican a fost apărată în principal de milițiile fedainilor armeni.
Federația Revoluționară Armeană a stabilit în cadrul Congresului Armenilor Răsăriteni înființarea unei forțe militare. Aceasta a fost organizată sub conducerea generalului Tovmas Nazarbekian. Drastamat Kanayan a fost desemnat comisar civil al armatei. Armata era organizată în trei divizii sub comanda generalilor: Movses Silikyan, Andranik Ozanian și Mikhail Areshian. O altă mare unitate a fost pusă sub comanda colonelului Korganian. Linia frontului de la Erzican la Van a fost apărată de aceste unități. După proclamarea Republicii Democrate Armene, Nazarbekian a devenit primul comandant-șef al armatei Armeniei.
În regiune au mai activat și miliții kurde, care s-au plasat atât sub comanda otomană, cât și sub cea rusă.
Lionel Dunsterville a fost numit în 1917 la comanda unei forțe aliate formate din 1.000 militari australieni, britanici, canadieni și neozeelandezi dotați cu mașini blindate.

Forțele
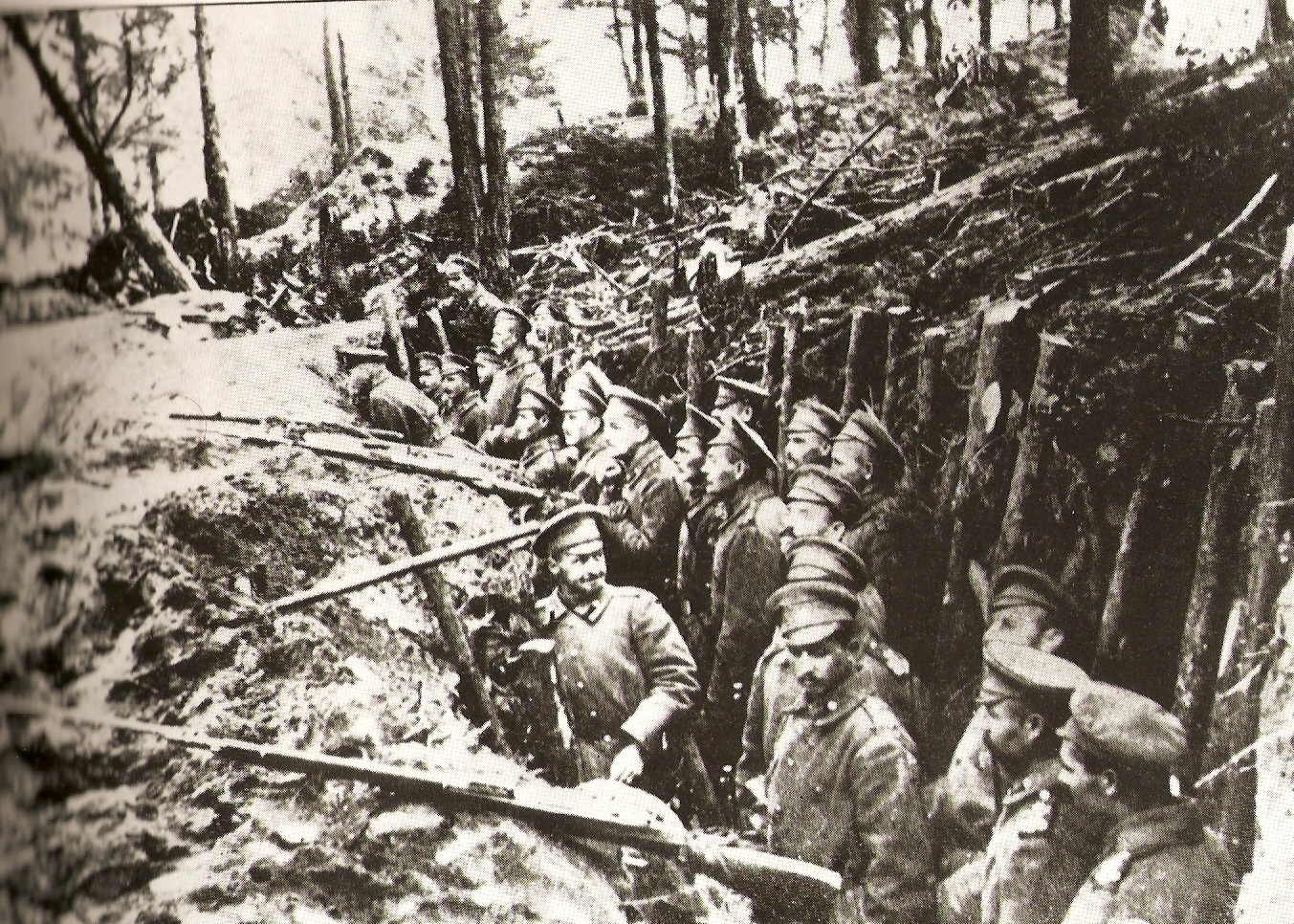
Armata rusă a Cauczului la Sarikamish , 1914
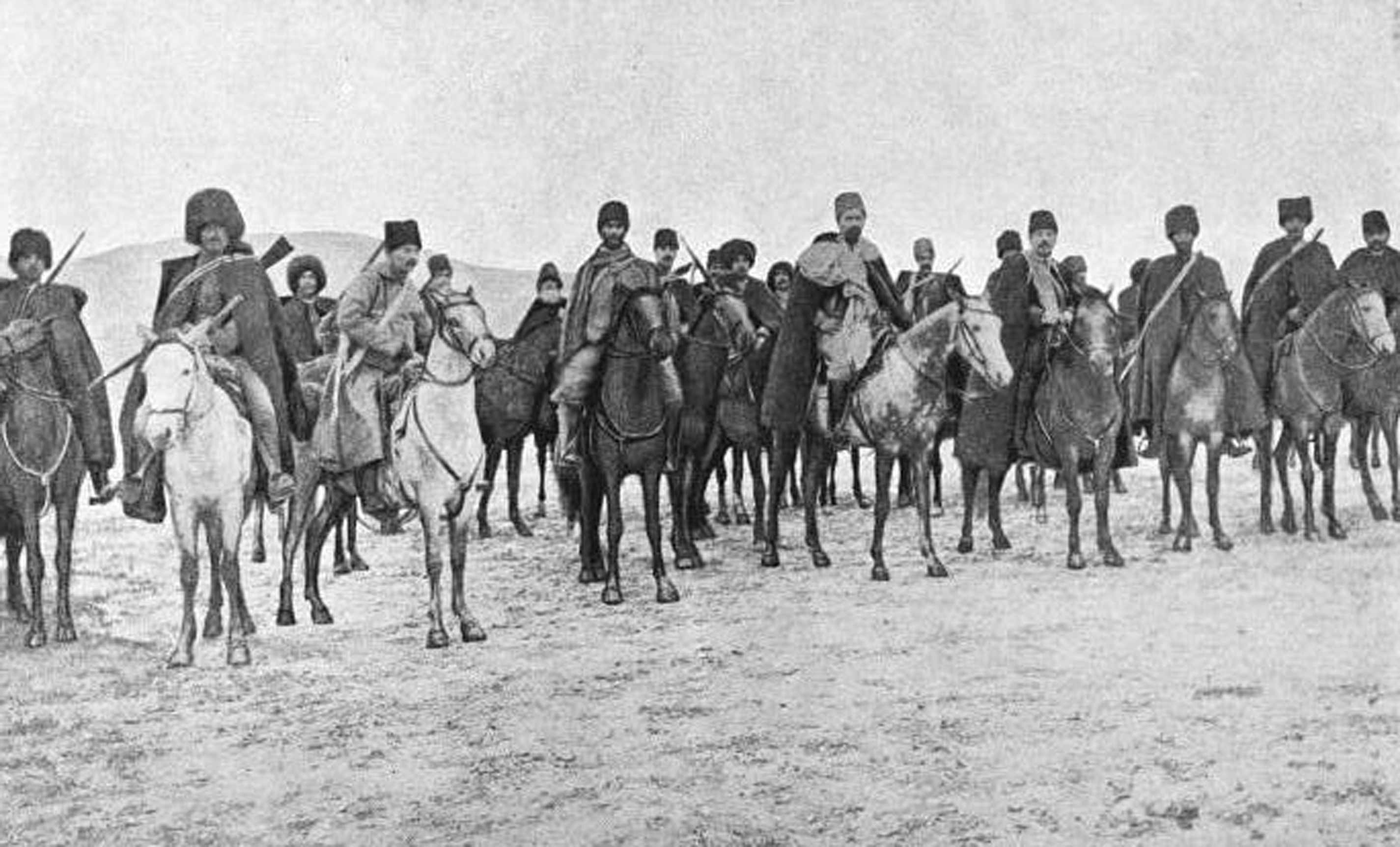
Comandanții Batalionul al 2-lea al voluntarilor armeni, 1914
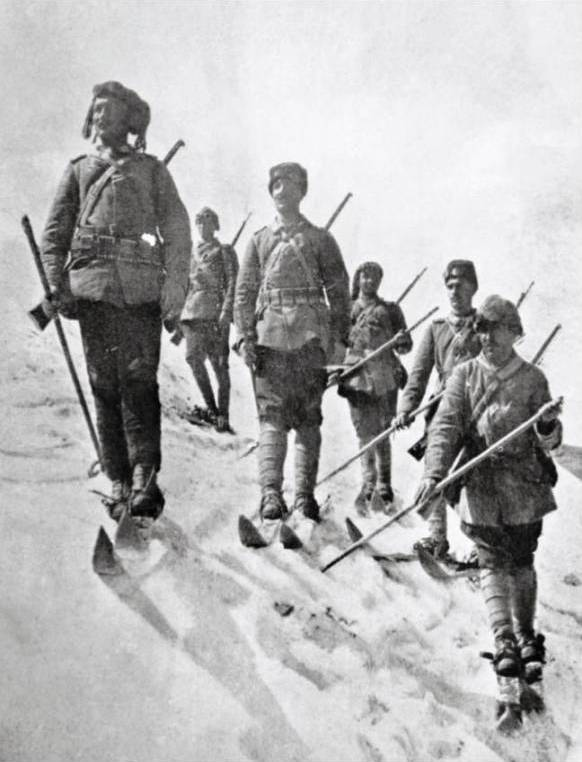
Soldați ai Armatei a 3-a otomane echipați de iarnă, 1914
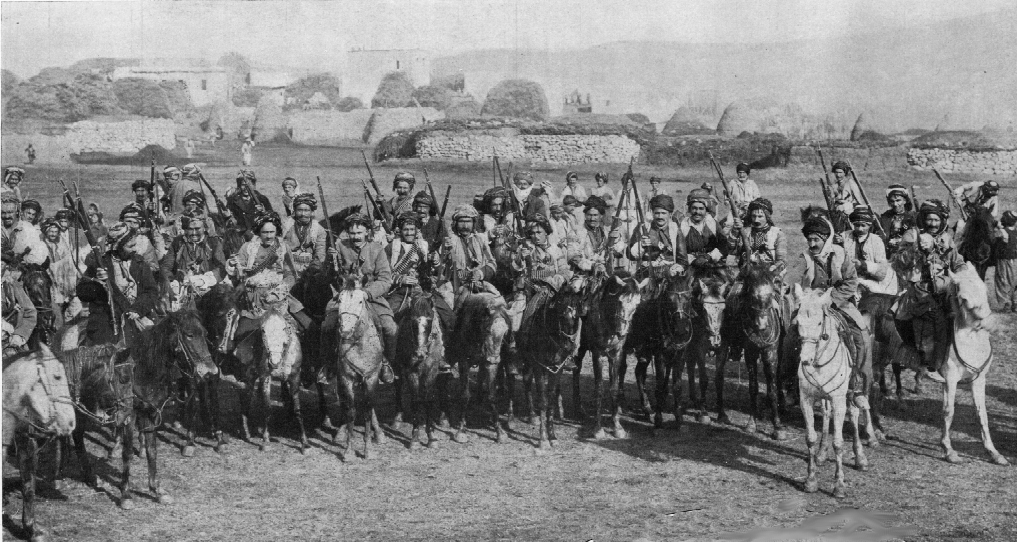
Cavaleriști otomani kurzi, 1915

## Operațiunile militare

### Preludiu
În iulie 1914 au avut loc negocieri între Comitetul Unității și Progresului (CUP) și liderii armeni în cadrul Congresului armean de la Erzurum. Concluzia oficială a Congresului a fost că „a condus la promovarea fățișă și pașnică a cererilor armenilor prin intermediul mijloacelor pașnice”. CUP a considerat pe de altă parte că după convocarea Congresului armenilor de la Erzurum au fost puse bazele insurecției antiotomane. Istoricul Erikson consideră că după această întâlnire, CUP a ajuns la concluzia că au fost urzite planuri detaliate armeano-ruse pentru desprinderea regiunii din cadrul Imperiului Otoman

### 1914
Conflictul a început din inițiativa rușilor, care au declanșat pe 1 noiembrie 1914 Ofensiva Bergman. Ei au traversat frontiera, urmărind să ocupe Doğubeyazıt și Köprüköy. Declarația oficială de război a Imperiului Rus la adresa Imperiului Otoman a fost prezentată a doua zi, pe 2 noiembrie. Forțele rușilor erau formate din 25 de batalioane de infanterie, 37 de unități de cavalerie și 120 de tunuri. Atacul s-a desfășurat pe două direcții. Flancul drept al Corpului I rus a traversat frontiera și s-a deplasat de la Sarıkamıș spre Köprüköy, unde a ajuns pe 4 noiembrie. Flancul stâng al Corpului al 4-le rus a plecat din Erevan spre regiunea de câmpie Pasinler. Comandatul otoman al Armatei a 3-a, Hasan Izzet Pașa, a considerat că nu este pregătit pentru o acțiune ofensivă în condiții de iarnă și a făcut planuri pentru organizarea unei defensive puternice și pregătirea contraatacului atunci când condițiile meteo aveau să fie favorabile. Ordinele lui Izzet au fost însă contramandate de Enver Pașa, ministrul otoman de război, iar Armata a 3-a otomană a declanșat ofensiva pe 7 noiembrie. La ofensivă participau militarii Corpului al 9-lea, unitățile de cavalerie și Regimentul tribal kurd. Cavaleria otomană nu a reușit să ducă la bun sfârșit operațiunea de încercuire a trupelor ruse, iar participarea kurzilor s-a dovedit un fiasco. În aceste condiții, rușii au reușit să ocupe noi teritorii, iar otomanii s-au limitat să apere cu succes pozițiile de la Köprüköy. Pe 12 noiembrie, otomanii au adus întăriri în flancul stâng, reușind să îi împingă înapoi pe ruși cu ajutorul atacurilor susținute de cavalerie. Spre sfârșitul lunii noiembrie, linia frontului s-a stabilizat, câștigurile teritoriale ruse limitându-se la un intrând de aproximativ 25 km de-a lungul axei Erzurum-Sarıkamıș. Rușii au înregistrat un succes important pe flancul drept al atacului, unde unitățile de voluntari armeni s-au dovedit foarte eficiente, cucerind Karaköse și Doğubeyazıt. Doğubeyazıt era cel mai nordic oraș al Provinciei Van. În timpul acestor lupte, pierderile otomane au fost ridicate: 9.000 de morți, 3.000 de prizonieri și aproximativ 2.800 de dezertori.

În luna decembrie, împăratul Nicolae al II-lea a vizitat frontul din Caucaz. Împăratul, întâmpinat cu entuziasm de liderii religioși și de președintele Consiliului Național Armenesc din Tbilisi Alexandr Khatisyan, a declarat:
„Armenii din toate țările se grăbesc să intre în rândurile glorioasei armate ruse, să servească cu sângele lor victoria armatei ruse…. Fie ca steagul rus să fluture liber deasupra Dardanelelor și Bosforului, fie ca voința voastră să elibereze poporul [armean] rămas sub jugul turcesc. Fie ca poporul armean din Turcia, care a suferit pentru credința în Cristos, să primească învierea pentru o nouă viață liberă…. ”—Nicolae al II-lea al Rusiei 
Pe 15 decembrie 1914, forțele otomane conduse de locotenentul-colonel german Stange (Stange Bey) a declanșat Bătălia de la Ardahan și a ocupat orașul Ardanuç. Misiunea ofițerului german era să execute o serie de misiuni care să distragă atenția trupelor ruse și să le blocheze acțiunile. Misiunea sa inițială viza doar regiunea Chorok. Unitatea germană a fost sprijinită de rebelii adjari, care au blocat căile de acces. Mai târziu, Enver Pașa a modificat planurile inițiale, vizând sprijinirea atacului otoman de la Sarikamish. Germanii au primit sarcina să întrerupă linia Sarikamish-Kars. Stange Bey a reușit pe 1 ianuarie să ajungă la Ardahan.
Pe 22 decembrie, în timpul bătăliei de la Sarikamish, Armata a 3-a a primit ordinul să înainteze spre Kars. Guvernatorul Voronțov a plănuit ca în fața înaintării otomane să retragă Armata rusă a Caucazului în Kars. Iudenici a ignorat planurile lui Voronțov. El a rămas ferm pe poziții la Sarikamis. Enver Pașa și-a asumat personal comanda Armatei a 3-a în lupta care a urmat cu forțele ruse.

### 1915
Pe 6 ianuarie, cartierul general al Armatei a 3-a otomane a ajuns sub tirul rușilor. Hafiz Hakki Pașa a dat ordinul pentru retragerea generală. Pe 7 ianuarie, ultimele forțe otomane au pornit în marș către Erzurum. Înfrângerea otomanilor în bătălia de la Sarikamish a fost covârșitoare. Doar aproximativ 10% dintre soldații Armatei a 3-a au mai reușit să se retragă pe pozițiile inițiale. Enver Pașa a renunțat la comandă. Voluntarii armeni au contribuit serios la victoria rușilor: „întârzierea [datorată acțiunii armenilor] a permis Armatei ruse a Caucazului să concentreze suficiente forțe în jurul Sarikamishului”.. La întoarcerea la Constantinopol, Enver Pașa a dat vina pentru această înfrângere pe armenii care locuiau în zonă, care ar fi acționat în favoarea rușilor.
Pe 18 ianuarie 1915, unitatea lui Stange a fost retrasă din regiunile din jurul Ardahanului și s-a întors pe pozițiile inițiale pe 1 martie același an.

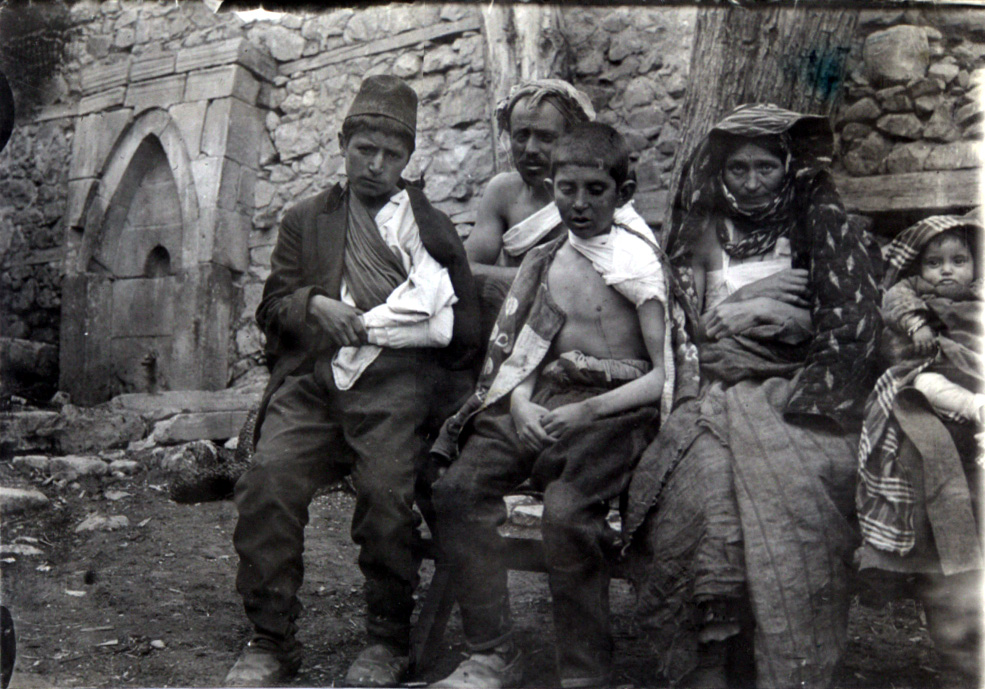
Refugiați musulmani din Hasankale, 1915

În februarie, generalul Iudenici a fost promovat pentru victoria obținută și a fost numit la comanda tuturor trupelor din Caucaz. Britanicii și francezii au cerut în acel moment rușilor să întreprindă acțiuni care să slăbească presiunea Puterilor Centrale de pe frontul de vest. În schimb, rușii au cerut aliaților săi să întreprindă un atac naval pentru a scădea presiunea asupra frontului caucazian. Acțiunile navale aliate din Marea Neagră au permis rușilor să se replieze și să-și întărească pozițiile. Atacul aliat de la Gallipoli, prin care aliații vizau cucerirea capitalei otomane, a ajutat de asemenea situația forțelor ruse de pe frontul caucazian. Pe 12 februarie, comandantul Armatei a 3-a otomane, Hafiz Hakki Pașa, a murit de tifos și a fost înlocuit de generalul Mahmut Kamil Pașa. Kamil a început prin reorganizarea armatei în vederea stopării a ceea ce planificatorii militari de la Constantinopol considerau că sunt obiectivele principale rusești – înaintarea în Anatolia.
Situația strategică din luna martie nu a suferit schimbări majore. Armata a 3-a, care avea efectivele puternic afectate de ultima înfrângere, a fost întărită cu rezerve provenite din rândurile Armatei I și a 2-a, care nu au depășit însă ca ordin de mărime o divizie. Bătălia de la Gallipoli mobilizase toate rezervele otomanilor. Pe frontul caucazian au mai avut loc doar mici lupte de hărțuire, iar rușii au păstrat controlul asupra orașelor Eleșkirt, Ağrı și Doğubeyazıt. Turcii nu mai dispuneau de suficiente resurse umane în regiune pentru ca să poată apăra tot estul Anatoliei.

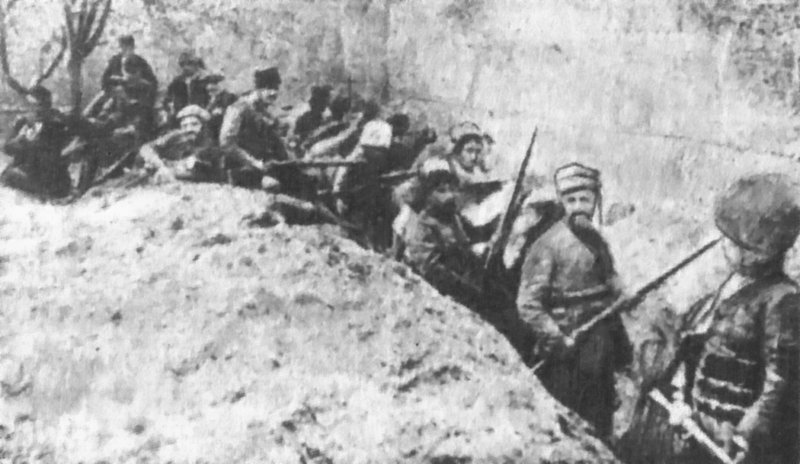
Militarii armeni pe pozițiile defensive în Van, mai 1815

Pe 20 aprilie a început Asediul Vanului. Cei 1.500 de militarii armeni, dotați cu 500 de puști, 1.000 de pistoale și câteva arme vechi, luptau să apere 30.000 de localnici și 15.000 de refugiați. Luptele au durat mai mult de trei săptămâni, până la venirea trupelor ruse. Iudenici a început pe 6 mai o ofensivă în teritoriul otoman. Una dintre direcțiile ofensivei era spre lacul Van, pentru sprijinirea apărătorilor Vanului. O brigadă de cazaci transbaikalieni și subunități ale voluntarilor armeni au început marșul spre Van . Pe 21 mai, generalul Iudenici a fost primit în oraș, i-au fost oferite cheile orașului și citadelei și a confirmat guvernul provizoriu armean, numindu-l pe Aram Manukian în funcția de guvernator. După eliberarea orașului Van, luptele s-au îndreptat spre vestul regiunii pentru tot restul verii.

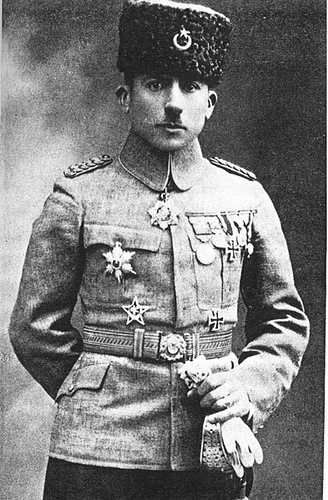
Rafael de Nogales Méndez, un ofițer venezuelan din armata otomană, a participat la bătălia de la Van și a lăsat una dintre cele mai bune descrieri ale asediului

Pe 24 aprilie (numită de armeni Duminica roșie), ministrul de interne otoman Mehmed Talat a emis o circulară prin care afirma că armenii din regiune se organizaseră de partea rușilor și se răsculaseră împotriva guvernului otoman, așa cum o demonstraseră evenimentele de la Van, și cerea arestarea naționaliștilor armeni. Armenii din Van și cei din regiunile controlate de ruși au fost feriți de orice represalii ale otomanilor.
Pe 6 mai, rușii au început să înainteze prin valea Tortum spre Erzurum. Înaintarea rușilor a fost oprită de Diviziile a 29-a și a 30-a otomane. A urmat contraofensiva Corpului al 10-lea otoman. Contraofensiva otomană din partea de sud a frontului nu s-a bucurat de același succes ca aripa de nord a atacului. Pe 17 mai, forțele ruse au intrat în orașul Van. Otomanii au început să fie împinși pe pozițiile de start. Rebelii armeni au provocat mari dificultăți trupelor otomane în retragere, în principal prin atacurile asupra liniilor de aprovizionare. Regiunea de la sud de Van era una foarte vulnerabil. Turcii trebuiau să apere un front de 600 km cu doar 50.000 de oameni și 130 de tunuri. Turcii erau puternic depășiți numeric de ruși și trebuiau să asigure apărarea unei regiuni muntoase dificile.

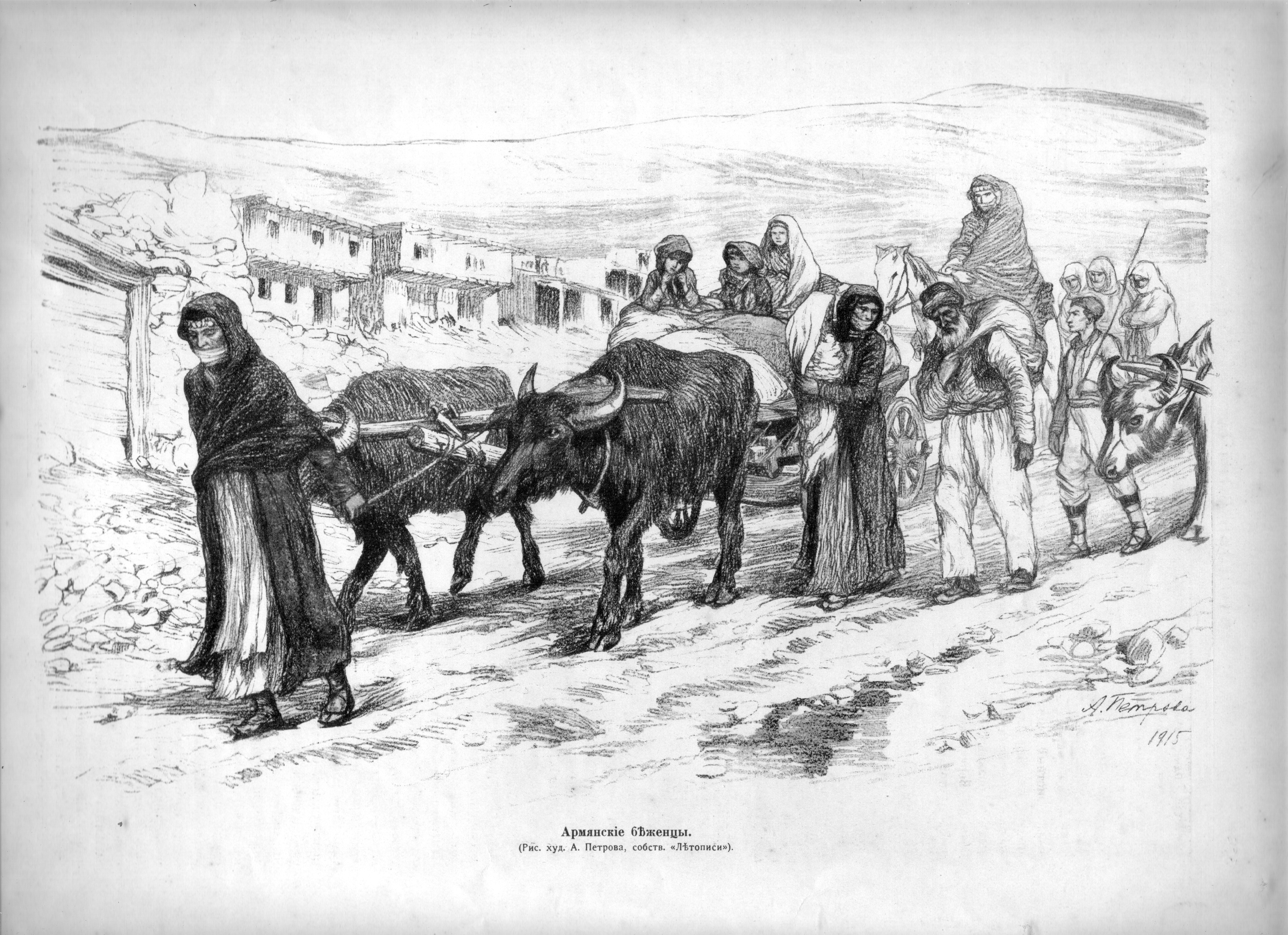
În 1915, după asediul Vanului, 250.000 de refugiați armeni s-au retras în spatele trupelor ruse spre Caucaz

Pe 27 mai, în plină ofensivă rusă, ministrul de interne otoman Talal Pașa a ordonat deportarea tuturor armenilor din regiune în Siria și Mosul.
Până pe 13 iunie, rușii fuseseră obligați să se retragă pe pozițiile de plecare, dar șase zile mai târziu au lansat o nouă ofensivă, de această dată spre nord-vestul lacului Van. Ofensiva, organizată sub comanda lui Oganovski, a vizat dealurile de la vest de Malazgirt. Rușii au subestimat efectivele otomane din regiune și au fost surprinse de contraatacul turcilor în dreptul orașului Malazgirt. După această înfrângere, rușii s-au îndreptat spre Muș. Oganovski nu știa însă că în același timp cu forțele sale, spre Muș mărșăluiau și Corpul al 9-lea și diviziile 17 și 28 otomane. În ciuda unor condiții grele de deplasare, turcii au reușit să se reorganizeze foarte rapid și eficient. Forțele expediționare 1 și 5 au fost plasate la sud de direcția de deplasare a ofensivei ruse, iar în partea opusă forțele de sub comanda generalului Abdülkerim Pașa. Generalul Abdülkerim comanda o grupare independentă din Armata a 3-a, aflată în subordonarea directă a lui Enver Pașa.
Pe 24 septembrie, marele duce Nicolae a fost promovat, fiind pus la comanda tuturor forțelor din Caucaz, aceasta fiind de fapt o mișcare de fațadă, generalul Iudenici fiind pus la comanda supremă a Armatei Caucazului. Frontul de sub comanda lui Iudenici a rămas liniștit din octombrie până la sfârșitul anului. Această perioadă a fost folosită de Iudenici pentru reorganizarea trupelor. La începutul anului 1916, forțele ruse ajunseseră la 200.000 de oameni și 380 de piese de artilerie. În tabăra otomană, situația era diferită. Înaltul comandament otoman nu reușise să completeze efectivele din Caucaz. Luptele de la Gallipoli consumau toate resursele materiale și umane. Corpurile de armată 9, 10 și 11 nu au putut fi întărite și în plus forțele expediționare 1 și 5 au fost reamplasate în Mesopotamia. Enver Pașa, în fața multitudinii de probleme de pe diferitele fronturi, a decis că regiunea Caucazului este una de importanță secundară.
În ianuarie 1916, forțele otomane însumau 126.000 de oameni, din care doar 50.539 erau forțe combatante. Soldații aveau la dispoziție 74.057 puști, 77 mitraliere și 180 de piese de artilerie. Rușii aveau o superioritate evidentă la toate capitolele, dar otomanii sperau ca ei să nu-și planifice noi ofensive.

### 1916

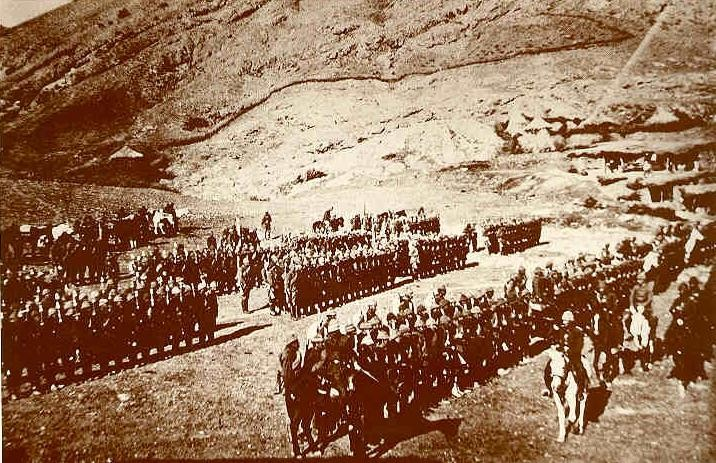
Mustafa Kemal la Bitlis

La începutul lunii ianuarie, Iudenici a ordonat trupelor să părăsească în secret taberele de iarnă și să se deplaseze spre importantul fort otoman de la Erzurum. Iarna nu era o perioadă obișnuită pentru acțiunile militare în această regiune. Frigul pătrunzător și drumurile proaste contribuiseră din plin la anihilarea Armatei a 3-a comandate de Enver Pașa în 1915. Iudenici a mizat pe surpriza atacului în condițiile de iarnă, supoziție care s-a dovedit corectă în distrugerea unei divizii otomane surprinsă în cantonamentul de iarnă de la Koprukoy (10-18 ianuarie).
Pe 16 ianuarie, comandantul otoman al Erzurumului, Mahmud Kamil, a ordonat retragerea forțelor sale din oraș. Rușii se bucurau de o ușoară superioritate numerică, dar nu suficient de mare pentru a înclina decisiv victoria de partea lor. Luând în calcul toate posibilitățile, Iudenici a hotărât să atace în mod hotărâtor zonele cele mai slab apărate din centrul forțelor otomane. În timp ce rușii au executat o serie de atacuri de diversiune, forțele principale de atac au luat cu asalt două forturi – Kara-gobek și Tafet. Atacul rus s-a încheiat cu un mare succes, ambele inele defensive ale orașului fiind cucerite.

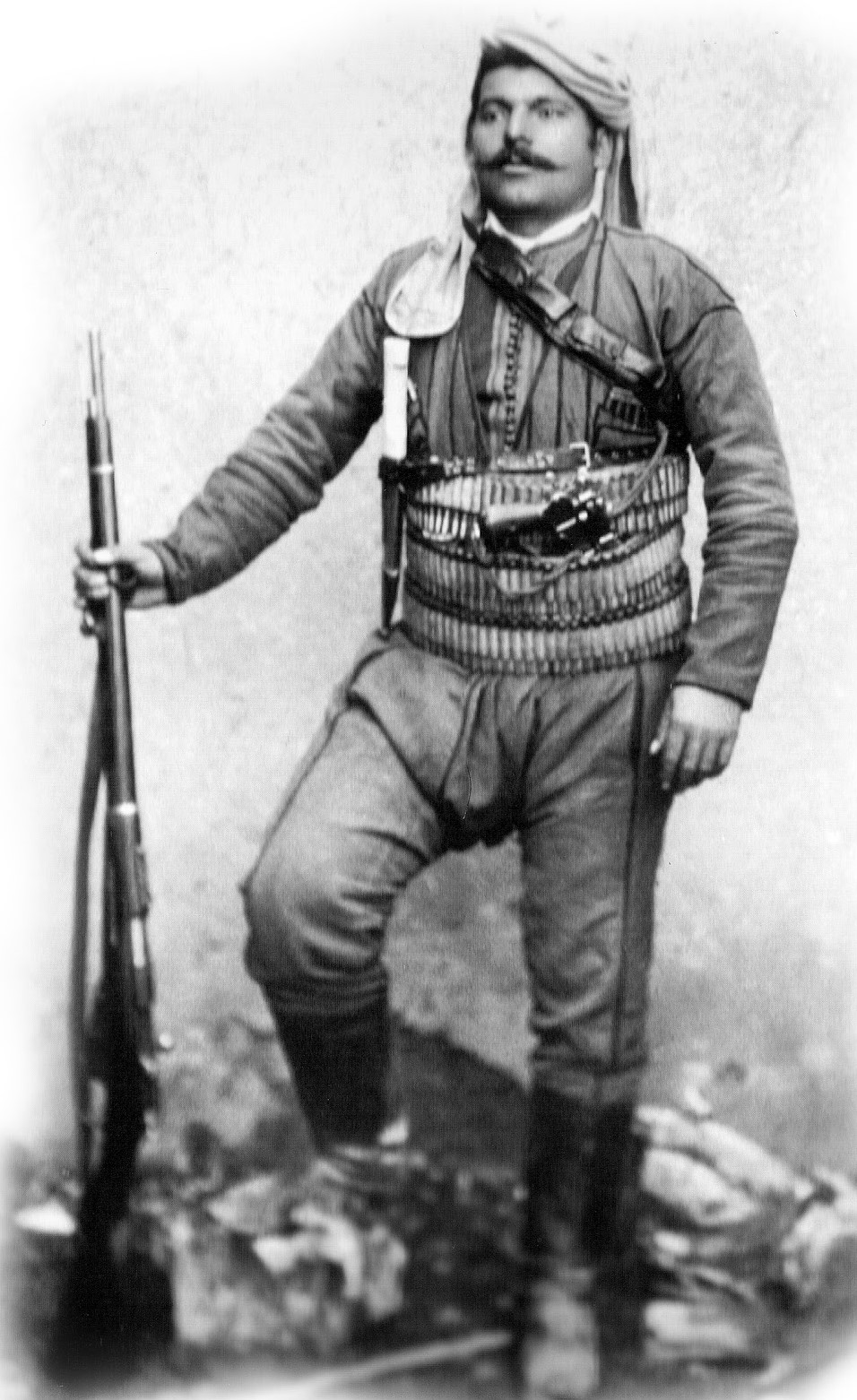
Rezistența lui Sebastatsi Murad la Sivas în 1915. Mourat avea să-și conducă voluntarii în bătălia de la Erzinjan, (1916) și să moară apoi în bătălia de la Baku (1918)

În aprilie, armata rusă a Caucazului a atacat pe două direcții. Plecând din Erzurum, o coloană a cucerit orașul port Trabzon. Cea de-a doua coloană a atacat pe direcția Muș – Bitlis. Această coloană a atacat Armata a 2-a otomană, pe care a obligat-o să se retragă în Anatolia centrală, și a cucerit orașele Muș și Bitlis (2 martie – 24 august). Bitlisul fusese ultimul punct defensiv important care mai împiedica înaintarea rușilor în Anatolia centrală și spre Mesopotamia.
În iulie, generalul Iudenici a întreprins o ofensivă spre Erzican, oraș pe care l-a cucerit pe 2 iulie. Ofensiva otomană spre Trabzon a fost oprită și otomanii au încercat să stabilizeze frontul pe un aliniament cât mai favorabil defensivei.
La începutul lunii august, Mustafa Kemal a reluat acțiunile ofensive și a cucerit Muș și Bitlis. După pierderea acestor orașe în fața atacurilor rusești la începutul anului, ministrul de război otoman îi ceruse lui Musta Kemal să organizeze defensiva în regiune. Zona era apărată de Armata a 2-a otomană. Când Mustafa Kemal a fost desemnat să preia comanda Armatei a 2-a, inamicul avea inițiativa tactică în regiune. Luptele din partea de est a lacului Van a continuat de-a lungul întregii veri, dar fără rezultate importante pentru vreuna dintre părți.
După recucerirea în august a celor două orașe, Ahmet İzzet Pașa a hotărât să treacă la contraofensivă la o săptămână după încheierea ofensivei rușilor. Trei corpuri de armată otomane (3, 4 și 16) au executat un marș de-a lungul litoralului Mării Negre. Pe 2 august, Armata a 2-a a început la rândul ei înaintarea. În vreme ce generalul rus Iudenici era în nord și ataca neîntrerupt Armata a 3-a, Armata a 2-a era în sud și se străduia să zdrobească insurgența antiotomană și a doua coloană a atacului rus condusă de Tovmas Nazarbekian și unitățile de voluntari armeni conduși de Andranik Ozanian. În ciuda succeselor din prima fază a contraatacului, Kemal nu a cucerit victoriile pe care le sperase. Armata a 2-a era incapabilă să desfășoare ample operațiuni ofensive datorită problemelor cu aprovizionarea și transportul. Rușii au reușit în cele din urmă să oprească înaintarea lui Mustafa Kemal în fața localității Gevaș și au împiedicat, cel puțin pentru o vreme, asaltul otoman asupra Vanului.
Atacul otoman și-a pierdut vigoarea la sfârșitul lui septembrie și s-a oprit. Armata a 2-a pierduse aproximativ 30.000 de oameni, uciși sau răniți. În fața otomanilor, rușii și-au fortificat liniile și au răspuns cu contraofensive.
În această perioadă, până la izbucnirea Revoluției Ruse, flota rusă a dominat în mod incontestabil regiunea Mării Negre.
Restul anului 1916 a fost folosit de turci pentru modificări organizaționale și operaționale pe frontul din Caucaz. Aceste modificări au fost facilitate de lipsa de inițiativă din partea rușilor. Odată cu venirea iernii, orice acțiune militară a trebuit să înceteze datorită unei ierni neobișnuit de grele.

### 1917
Situația militară nu s-a schimbat în mod deosebit în primăvara anului 1917. Planurile rușilor pentru reluarea ofensivei nu au fost puse niciodată în practică și aceasta din cauza faptului că Rusia se confrunta cu o mare instabilitate politică. Tulburările din țară s-au transmis în rândurile armatei. Haosul provocat de Revoluția Rusă a oprit practic toate operațiunile militare ruse. Pe toate fronturile, armata rusă a început să se retragă. Nici soldații, nici populația nu doreau ca războiul să continue. Armata rusă a intrat într-un proces lent de dezintegrare. După cum afirmă Fevzi Çakmak, efectivele armatei ruse s-au redus cu aproximativ 100.000 de soldați în iarna anului 1917, în condițiile în care pe frontul din Caucaz fuseseră mobilizați 250.000 de oameni. Începând cu primăvara anului 1917, situația soldaților ruși s-a înrăutățit și mai mult, proasta alimentație și igiena precară a trupelor a dus la reapariția tifosului și scorbutului.
Până la izbucnirea Revoluție Ruse din 1917, Imperiul Otoman nu a fost capabil să organizeze o ofensivă de proporții în Caucaz. După bătălia de la Sarikamish, armata otomană nu a făcut decât să încerce să apere teritoriile pe care le mai avea sub control. Nici măcar în 1917, în condițiile haosului din armata rusă, armata otomană nu a reușit să profite de condițiile avantajoase, fiind la rândul ei într-o situație foarte proastă. Mai mult, efectivele fuseseră mult reduse, Enver Pașa mutând în anul precedent o parte a trupelor din Caucaz în Palestina și Mesopotamia, unde britanicii atacau puternic.
Sovietul deputaților muncitorilor și soldaților din Petrograd a publicat pe 1 martie „Ordinul No. 1”, care avea o serie de paragrafe care vizau democratizarea armatei. Ordinul dădea dreptul soldaților să-și aleagă proprii reprezentanți. Pe 9 martie 1917, a fost înființat Comitetul Special Transcaucazian. Acest comitet prezidat de deputatul Dumei de Stat V. A. Kharlamov trebuia să îl înlocuiască pe viceregele Marele duce Nicolai Nicolaevici, demis de Guvernul provizoriul rus. Acest comitet era menit să funcționeze ca cel mai înalt organ civil de administrație din Transcaucazia. Noul guvern l-a numit pe generalul Iudenici într-o funcție de conducere în Asia centrală, iar acesta din urmă s-a retras din armată după această schimbare de funcție.
În timpul verii, Administrația Armeniei Apusene a organizat o conferință în cadrul căreia s-au discutat măsurile de urgență care trebuiau întreprinse pentru mobilizarea unei miliții de 20.000 de oameni sub comanda lui Andranik Ozanian până în luna decembrie 1917. Comisarul civil dr. Hakob Zavriev l-a înaintat pe Andranik la gradul de general maior. Prima brigadă a diviziei lui Andranik a fost compusă din regimentele din Erzinjan și Erzurum, cea de-a doua din regimentele din Hınıs și Eleșkirt, iar cea de-a treia din regimentele din Van ăi mounted Süleymanlı.

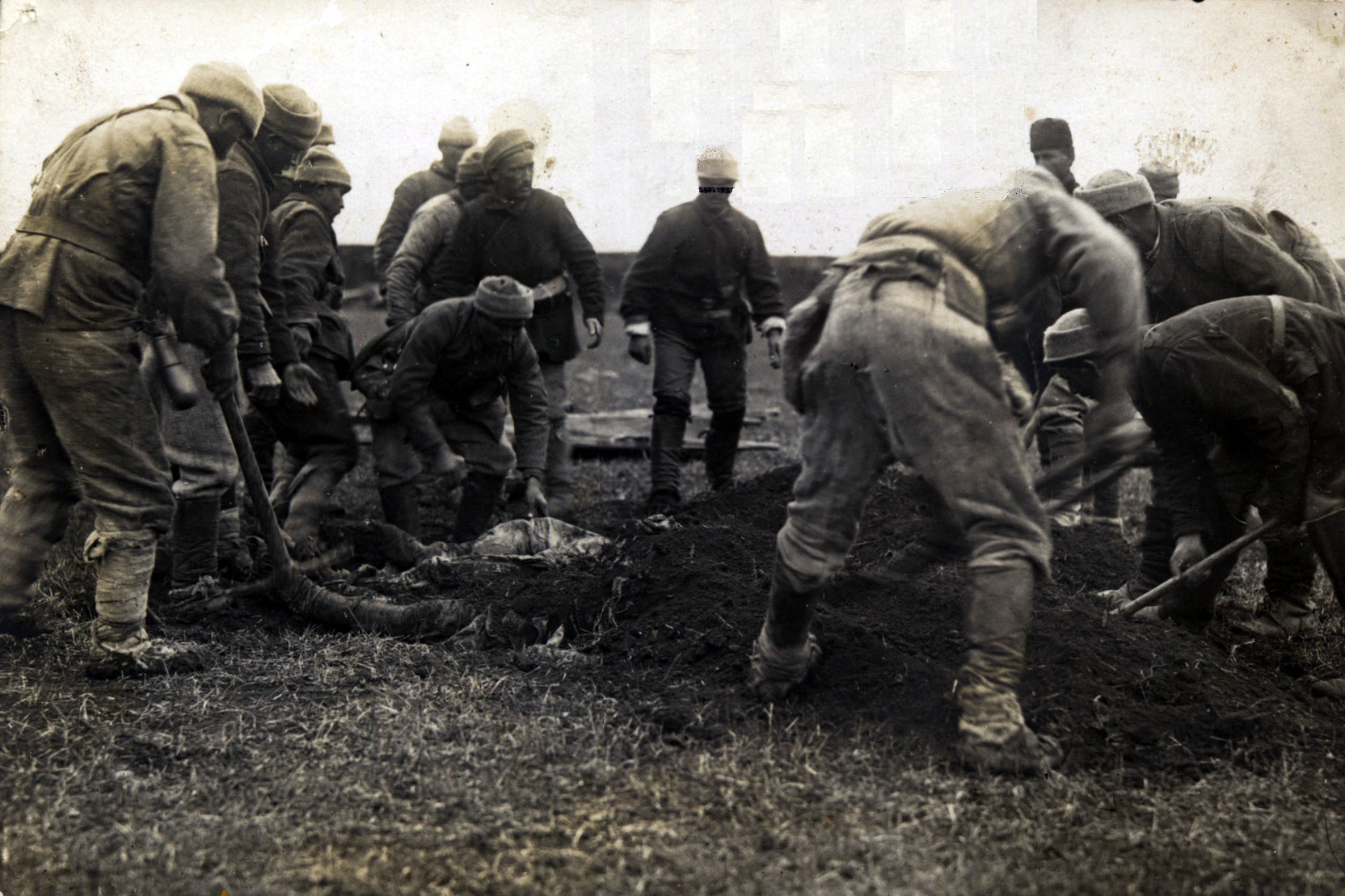
Soldați otomani îngropând trupurile unor civili musulmani morți în campania din Caucaz

În septembrie 1917, armata rusă din regiune era în pragul colapsului, iar autoritatea comandanților era aproape inexistentă. Spre sfârșitul toamnei, comandantul frontului din Caucaz, Prjevalskii, a ordonat înființarea unor unități naționale armene și georgiene, cu ajutorul cărora să poată controla situația în continuă degradare. Problemele generate de demobilizarea armatei ruse, identice pe toate fronturile, avea să contribuie în cele din urmă la căderea guvernului provizoriu și preluarea puterii de către bolșevici. În noiembrie 1917 a fost creat primul guvern al Transcaucaziei independente, Comisariatul Transcaucazian. Comisariatul a convocat prima adunare legislativă, Seimul, în ianuarie 1918.
Seimul Transcaucazian era prezidat de menșevicul Nikolay Chkheidze. Noua formațiune statală nu a reușit să oprească dezintegrarea forțelor armate din regiune în armate naționale. Deși armenii își trimiseseră reprezentanții în Seim, unde susțineau cauza unei forțe militare comune, liderii armeni din Erevan organizau corpuri de armată naționale. Acești lideri erau în favoarea unei colaborări cu Aliații și formarea armatei naționale cu sprijinul rușilor. În fruntea armatei naționale armene a fost numit generalul Nazarbekov. În funcția de șef al marelui stat major a fost numit generalul Vickinski. Cele trei divizii ale armatei armene, fiecare cu câte patru regimente, aveau un efectiv total de 32.000 de oameni. În afara armatei regulate, s-a luat hotărârea înarmării tuturor bărbaților apți de luptă. Au fost astfel formate miliții populare a căror efective au variat între 40.000 și 50.000 de oameni. Militarii armeni au fost dotați cu cele 160 de tunuri, 180 de mitraliere și 160 de milioane de cartușe lăsate în urmă de ruși.
În timpul Revoluției din Octombrie, pe frontul caucazian, Armata a 3-a otomană trebuia să apere 190 km de la Munții Munsur până la Marea Neagră, cu 66 batalioane, 177 de mitraliere și 157 de tunuri. Armata otomană avea probleme mari de dotare cu armament, aprovizionare și transport. Atacurile împotriva Erzurumului și Trabzonului ar fi avut puține șanse de izbândă, rușii fortificându-le puternic. Forțele ruse fuseseră plasate pe o linie de la vest de Trabzon, de-a lungul pasului Erzincan-Kemah, până la lacul Van și mai departe spre Baskale. Pe această linie, rușii dispuneau de 86.000 de combatanți și 146 de tunuri.
Pe 5 decembrie 1917 a fost semnat armistițiul de la Erzincan, care a dus la încetarea focului dintre ruși și otomani. Din decembrie până în februarie, șapte regimente ale corpurilor armenești au fost trimise de urgență pe front. S-a născut o situație neobișnuită, în care soldații ruși se grăbeau spre casă, iar cei armeni spre prima linie a frontului. În graba plecării, soldații ruși au părăsit echipamentele militare și armamentul pe poziții, de unde a fost preluat imediat de soldații armeni. Spre sfârșitul anului 1917 nu mai rămăsese pe frontul caucazian niciun militar rus.
La începutul anului 1918, Puterile aliate, cazacii (în sud), georgienii, armenii și grecii pontici doreau cu toții să continue luptele împotriva otomanilor, mobilizându-și forțele în Caucaz, în ciuda oricărei înțelegeri între Rusia și Imperiul Otoman. Armenii, care preluaseră pozițiile de luptă părăsite de ruși au primit din partea Regatului Unit un ajutor financiar de 1 milion de ruble

### 1918
Generalul armean Tovmas Nazarbekian și-a plasat forțele principale pe poziții de la Erevan, la Van și Erzinjan și se opuneau forțelor otomane conduse de Vehib Pașa.Ofensiva Armatei a 3-a otomane a fost declanșată pe 5 februarie. Forțele otomane s-au deplasat prin estul liniei, printre Tirebolu și Bitlis. Teritoriile pierdute de otomani în timpul ofensivelor rusești au fost cucerite de la apărătorii lor armeni. Kelkit a fost eliberat pe 7 februarie, Erzincan pe 13, Bayburt pe 19, iar Tercan pe 22. Trabzonul, un important port la Marea Neagră, a fost cucerit pe 24 februarie. Prin acest port, otomanii au început să aducă provizii și trupe de rezervă. Armenii au încercat să apere orașul Erzurum, dar și acesta a fost ocupat în cele din urmă de otomani pe 12 martie. În următoarele două săptămâni au fost recucerite de către otomani orașele Malazgirt, Hınıs, Oltu, Köprüköy și Tortum. 

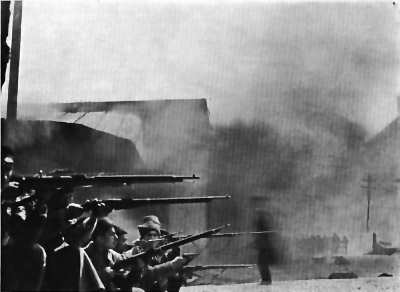
Armeni luptând în bazarul din Baku

Pe 3 martie, marele vizir Talal Pașa și-a pus semnătura pe Tratatul de la Brest-Litovsk prin care Puterile Centrale puneau capăt stării de beligeranță cu RSFS Rusă. Acest tratat stipula că Rusia bolșevică urma să cedeze Batumi, Kars, și Ardahan. Aceste teritorii fuseseră cucerite de Imperiul Rus în timpul războiului din 1877-1878. Același tratat stipula independența Transcaucaziei. În plus față de prevederile oficiale, exista o clauză secretă care obliga Rusia să demobilizeze forțele armate naționale ale Armeniei .

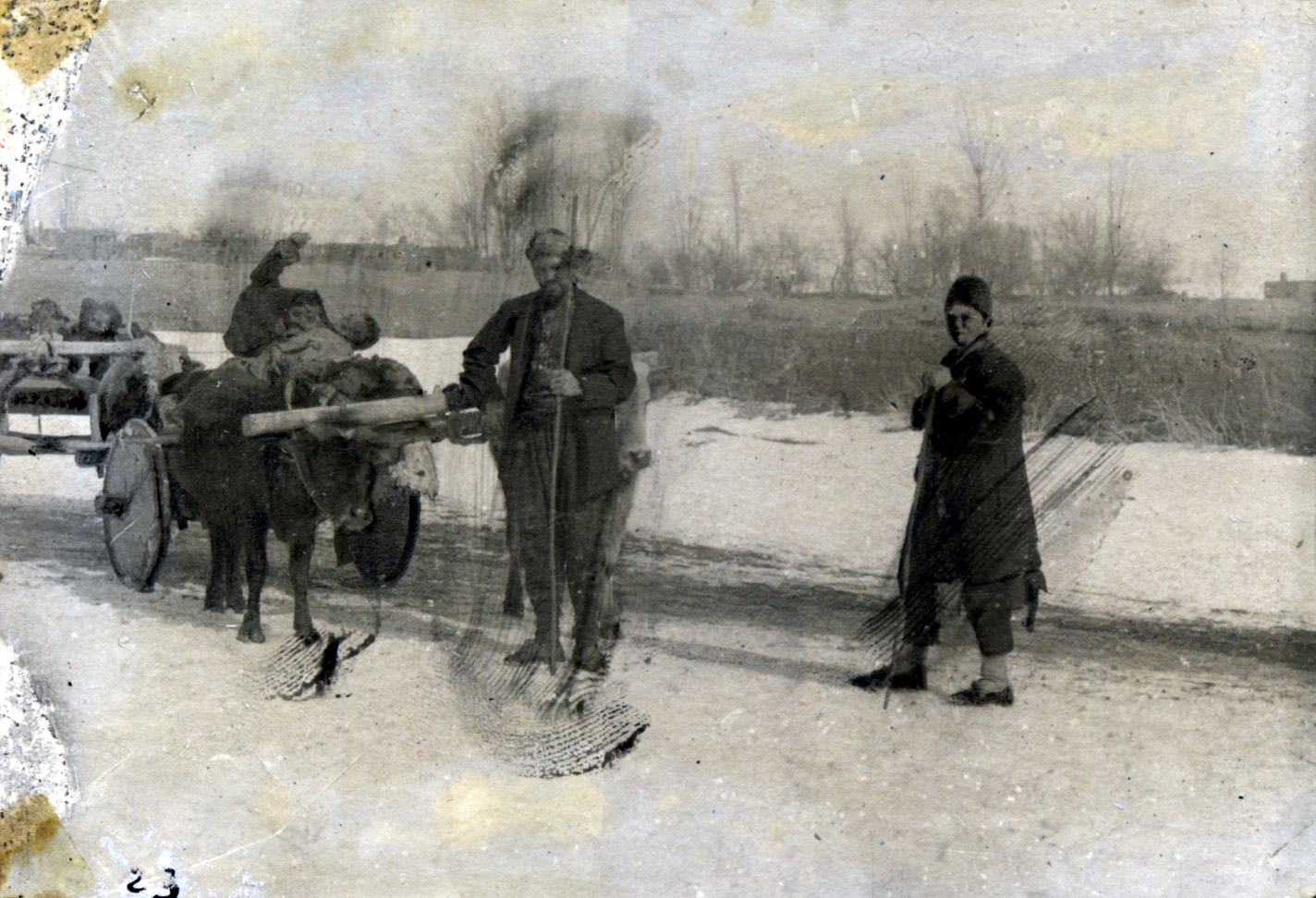
Musulmani uciși la Erzinzan

În lunile martie și aprilie 1918 a avut loc Conferința de pace de la Trabzon, la care au participat reprezentanții otomani și cei ai Seimul Transcaucazian. Enver Pașa s-a oferit ca în schimbul recunoașterii tuturor achizițiilor teritoriale stipulate în Tratatul de la Brest-Litovsk să renunțe la continuarea războiului în Caucaz. Propunerile otomane au fost acceptate pe 5 aprilie de șeful delegației transcaucaziene Akaki Chkhenkeli ca bază pentru noi negocieri și a telegrafiat guvernelor regionale, cerându-le acceptul oficial. Liderii de la Tbilisi însă nu au fost de acord cu propunerile de pace și au anunțat că între Armenia și Imperiul Otoman nu a încetat starea de război.
Pe 11 mai au început negocierile pentru o nouă conferință de pace la Batumi. În cadrul noii runde de negocieri, otomanii și-au extins pretențiile, cerând ocuparea orașelor Tbilisi (Georgia), Alexandropol și Ecimiadzin (Armenia). Ocuparea acestor regiuni le-ar fi permis să construiască o cale ferată care să lege Karsul de Djulfa și Baku. Delegații armeni și georgieni s-au opus unor asemenea prevederi.
Ca urmare, armata otomană și-a reluat ofensiva pe 21 mai. Între forțele otomane și cele armenești au avut loc luptele de la Sardarapat (21–29 mai), Karakilisa (24–28 mai) și de la Abaran (21–24 mai). În ciuda victoriei strălucite de la Sardarapat, în luptele care au urmat armenii au fost obligați să se recunoască înfrânți și, pe 4 iunie, guvernul R. D. Armenești a semnat Tratatul de pace de la Batumi.
Germania a încercat fără succes să medieze o pace între guvernele Transcaucaziei și otoman, iar toate tratativele dintre părțile beligerante au încetat pe 24 mai. Două zile mai târziu. Georgia s-a retras din federație și și-a proclamat independența, fiind susținută în luarea acestei decizii de misiunea germană condusă de Friedrich Freiherr Kress von Kressenstein și Friedrich Werner von der Schulenburg. Au urmat Azerbaidjanul și, pe 28 mai, Armenia.

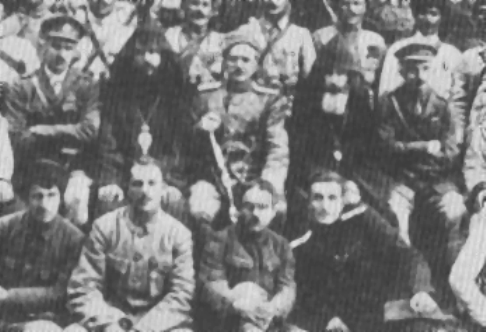
Andranik Ozanian a reușit să protejeze populația armeană din Van, care s-a refugiat din fața armatei otomane în Armenia Răsăriteană. El avea să se opună alături de voluntarii săi otomanilor, apărând pentru o vreme Republica Armeniei Montane

În iunie, RD Armeană a fost forțată să semneze Tratatul de la Batumi. Armenii din Republica Armeniei Montane au continuat lupta antiotomană sub comanda lui Andranik Ozanian. Republica Armeniei Montane a fost proclamată în august, dar s-a dovedit a fi doar un stat efemer.
Sosirea soldaților germani în Georgia a semnalat creșterea rivalității germano-otomane pentru influență în Caucaz, în primul rând pentru acces la resursele naturale – petrolul din Baku.. La începutul lunii iunie 1918, armata otomană comandată de Vehi Pașa și-a reluat ofensiva pe direcția Tbilisi, dar a fost oprită de o forță mixtă germano-georgiană. Armata a 3-a a reluat atacul pe 10 iunie, ceea ce a dus la reacția oficială a Berlinului, care a amenințat că retrage orice sprijin pentru Imperiul Otoman. Guvernul otoman a trebuit să cedeze în fața presiunilor germane și a oprit înaintarea în Georgia, redirecționându-și atacul spre Azerbaidjan și Iran .
O delegație oficială georgiană formată din Chkhenkeli, Zurab Avalishvili și Niko Nikoladze a plecat prin spre Constanța și mai departe spre Berlin pentru negocierea unui tratat final cu Imperiul German. Aceste negocieri nu au avut o finalitate datorită înfrângerii semnării capitulării de către germani în noiembrie 1918.

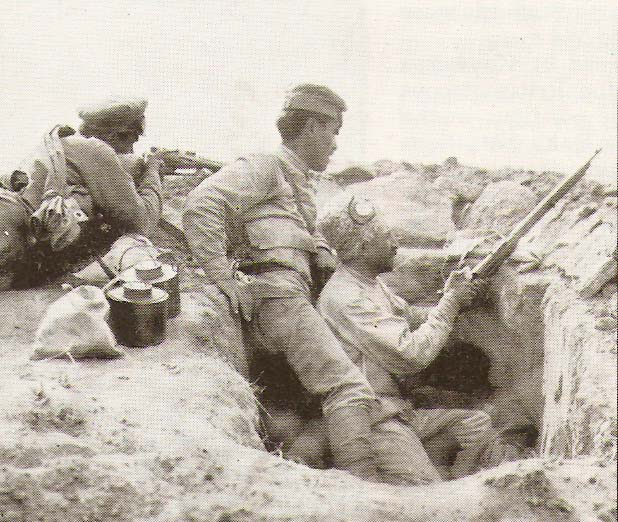
Soldați armeni în timpul luptelor pentru apărarea orașului Baku

Enver Pașa și-a propus în iunie un obiectiv mult mai important decât recuperarea teritoriilor pierdute în războiul din 1877-1878. El a ordonat crearea unei noi forțe – „Armata Islamului”. În practică, această armată nu și-a meritat numele, efectivele ei fiind de cel mult 25.000 de soldați. În schimb, armata era compusă în exclusivitate din militari de religie musulmană și, în cea mai mare parte, din etnici turci. În iulie, Armata Islamului a atacat Dictatura Centrocaspică, cu obiectivul imediat al cuceririi orașului Baku și al zăcămintelor de petrol din Marea Caspică. Germanii s-au opus cu putere acestei noi ofensive otomane, considerând că regiunile din sudul Rusiei reprezintă sfera lor legitimă de interese. Atacul otoman a reușit în septembrie 1918 să îi alunge pe britanici din regiunea caspică în cursul Bătăliei de la Baku.

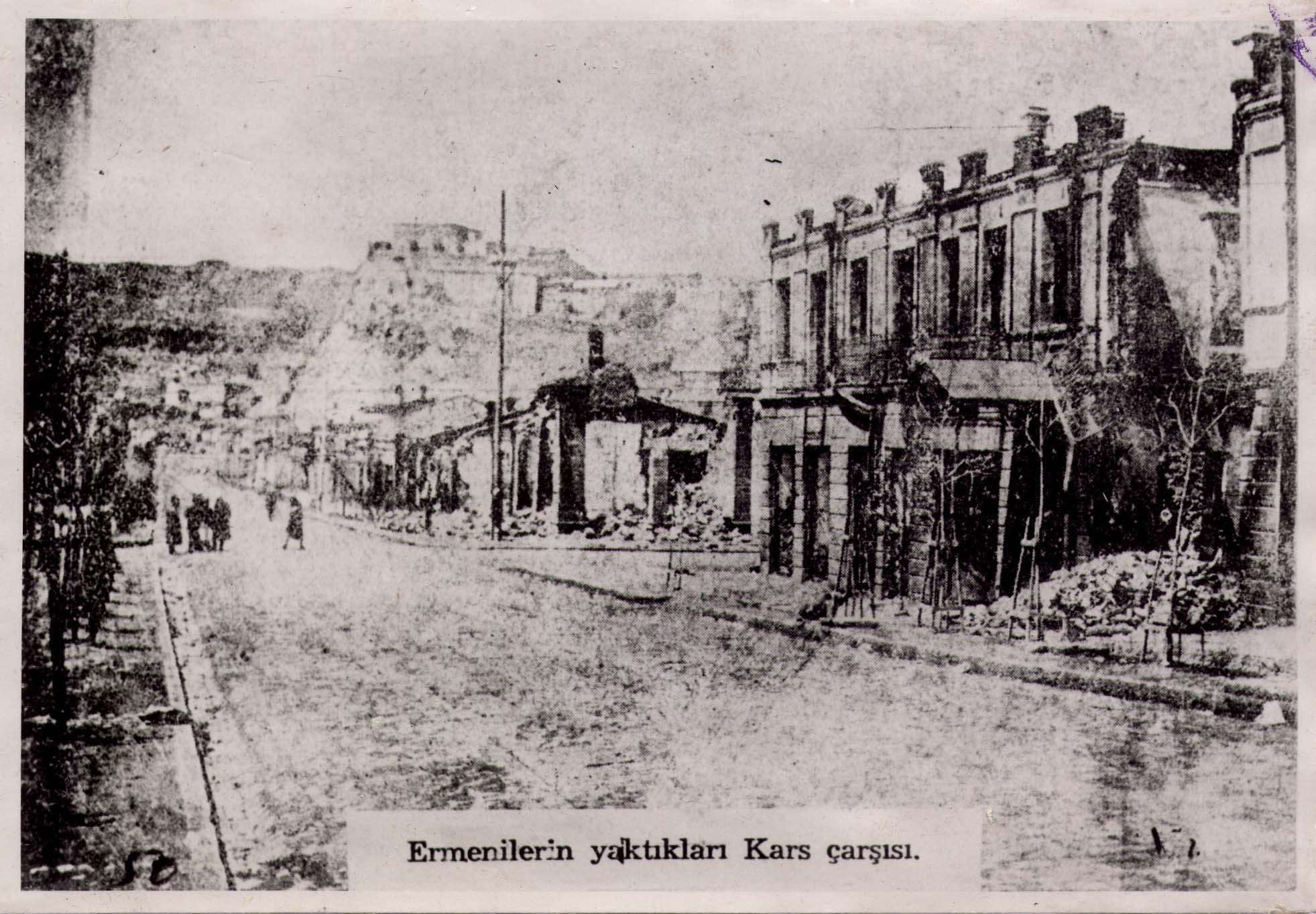
Cartierul comercial din Kars distrus în timpul Campaniei din Caucaz

În octombrie, otomanii au decis să pună capăt existenței formațiunii statale armene conduse de Andranik. Conflictul a fost foarte dur, dar indecis. Luptele au continuat până la semnarea Armistițiului de la Mudros și ieșirea Imperiului Otoman din război. Armistițiul de la Mudros i-a oferit generalui Andranik posibilitatea să-și extindă controlul spre est, spre Nahicevan.
Semnarea Armistițiului de la Mudros a fost actul care a pus capăt Campaniei din Caucaz. Imperiul Otoman fusese înfrânt în campaniile din Sinai, Palestina și Mesopotamia, dar reușise să recucerească teritoriile pierdute cu 40 de ani în urmă în estul Anatoliei.

## Urmări

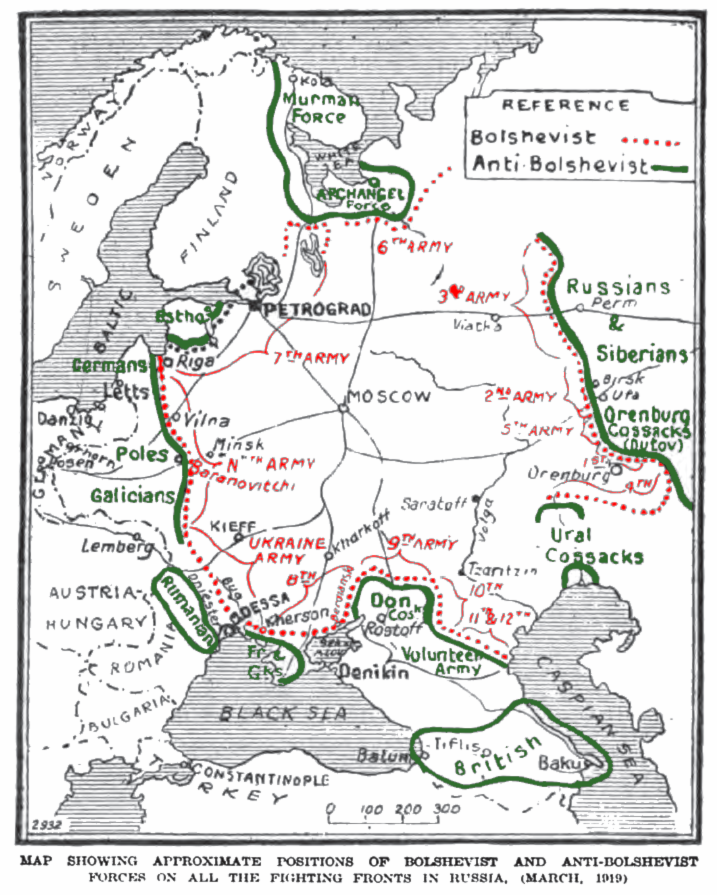
Plasarea forțelor britanice „Dunsterforce” după armistițiu

După încetarea luptelor cu Aliații, Imperiul Otoman mai avea de rezolvat problema granițelor din Caucaz. Acestea au fost fixate la doi ani după semnarea armistițiului, când Aliații și Puterile Asociate au semnat cu Imperiul Otoman Tratatul de la Sèvres (10 august 1920).

### Disputele teritoriale
Tratatul de pace de la Sèvres nu a pus capăt disputelor teritoriale din Caucaz. Au izbucnit o serie de conflicte între foștii aliați – războaiele georgiano – armean, armeano – azer (1918 – 1920). Pe de altă parte, revoluționarii turci conduși de Mustafa Kemal au declanșat cu Armenia, pe care a forțat-o să semneze tratatul de la Alexandropol. Prin semnarea acestui tratat de pace, armenii pierdeau cea mai mare parte a teritoriului atribuit prin tratatul de la Sevres, (Armenia Wilsoniană).

### Sovietizarea Caucazului

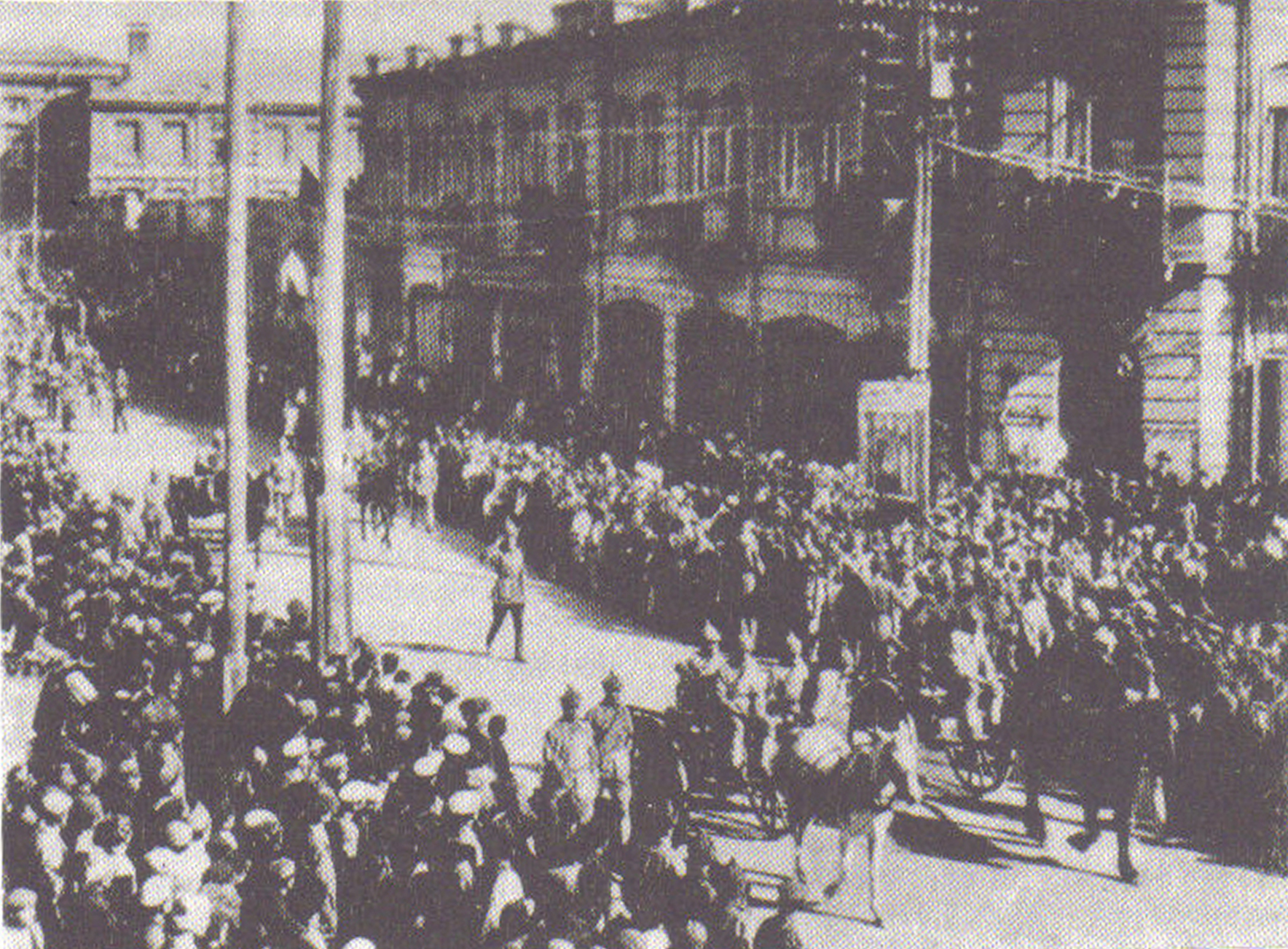
Intrarea Armatei Roșii în Erevan în 1920.

Pe 27 aprilie 1920, guvernul RD Azerbaidjan a primit o notificare oficială cu privire la traversarea graniței nordice a țării de către Armata Roșie. În vestul țării, armenii continuau să ocupe teritorii azere. În estul Azerbaidjanului, bolșevicii locali se răsculaseră împotriva guvernului. După înfrângerea generalului alb Denikin, nimic nu mai stătea în fața înaintării rușilor spre zona centrală a Azerbaidjanului. Guvernul RD Azerbaidjan a capitulat oficial în fața forțelor sovietice, care au reușit după scurtă vreme să stabilizeze nou formata RSS Azerbaidjană.
Pe 4 decembrie 1920, guvernul RD Armeană a capitulat practic fără luptă în fața Armatei Roșii. Bolșevicii armeni, în cea mai mare parte originari din Azerbaidjan, au intrat triumfal în capitala Erevan pe 5 decembrie. Doar o zi mai târziu se instala în Erevan și poliția secretă sovietică Ceka, 6 decembrie putând fi considerată ca dată oficială a încetării existenței statului independent armean. Pe 25 februarie 1921 a fost proclamată RSS Armeană sub președinția lui Aleksandr Myasnikyan. Pe 25 februarie 1921, invazia Armatei Roșii a pus capăt existenței RD Georgia.
Încheierea definitivă a ostilităților dintre turci (reprezentați în acel moment de Marea Adunare Națională, republica Turcia avea să fie proclamată mai târziu, după încheierea victorioasă a Războiului de Independență, 1923) și statele din Caucaz avea să fie oficializată prin semnarea Tratatului de la Kars. Părțile semnatare au fost pe de-o parte Marea Adunare Națională a Turciei, reprezentanții Armeniei Sovietice, Azerbaidjanului Sovietic și Georgiei Sovietice (care aveau să devină cu toate membre ale Uniunii Sovietice după Tratatul Unional din decembrie 1922), cu participarea Rusiei Bolșevice. Acest tratat este considerat succesorul convenției semnate la Moscova în 1921. Acest tratat a stabilit odată pentru totdeauna granițele dintre Turcia și statele din sudul Caucazului.

## Resurse internet
- Caucasus pages of 'Turkey in WW1' web site Arhivat în 5 martie 2012, la Wayback Machine.